# Josepmir Ballón
Josepmir Aarón Ballón Villacorta (Lima, 21 de março de 1989) é um futebolista peruano. Atualmente, joga pelo Alianza Lima. 

## Carreira

### Clubes
Sua carreira iniciou-se em 2007, no Univ. San Martín,hoje atua pelo Sporting Cristal,onde em março de 2017 completou 100 jogos no clube.

### Seleção Nacional
Por seu bom desempenho com a camisa dos Alvos, Ballón foi convocado por José Del Solar para as últimas partidas da Seleção peruana, que já estava eliminada durante as Eliminatórias para a Copa de 2010. Ele fez parte do elenco da Seleção Peruana de Futebol da Copa América de 2011.